# Єреміно
Єреміно (рос. Ерёмино) — село в Одинцовському районі Московської області Російської Федерації.

## Розташування
Село Єреміно входить до складу міського поселення Кубинка, воно розташовано на південь від Кубинки, на березі Нарського ставу. Найближчі населені пункти, Соф'їно, Рибкомбінату (селище), Якшино.

## Населення
Станом на 2006 рік у селі проживала 81 особа.